# Kald mig far
Kald mig far er en dansk komediedramaserie fra 2024 i seks afsnit, der er produceret af Nordisk Film for Viaplay.
Serien omhandler to venner, Emil (Alex Høgh Andersen) og Viktor (Magnus Haugaard), der er partnere i et bæredygtigt cateringfirma i København. Emil finder efterhånden ud af, at Viktor dater hans mor, Helle (Ellen Hillingsø), hvilket vender op og ned på det hele og sætter venskabet på prøve.
Det er de to hovedrolleindehavere, Emil Høgh Andersen og Magnus Haugaard, der har fået idéen til serien tilbage i 2020.
Serien fik generelt en pæn modtagelse hos anmelderne. Avisen Danmark gav den fire stjerner  ligesom Soundvenue. Politiken gav tre stjerner, hvilket også var Filmmagasinet Ekkos vurdering.